# 蔵書票
蔵書票（ぞうしょひょう）ないし書票（しょひょう）は、本の見返し部分に貼って、その本の持ち主を明らかにするための小紙片。より国際的には「だれそれの蔵書から」を意味するラテン語エクスリブリス（ex libris）と呼ばれ、英語ではブックプレート（bookplate）。ただしエクスリブリスとは本来、「本がどこに帰属するか」を示す言葉であり、蔵書票のみならず本の見返しに記入された手書きの署名や、特定の大学が所蔵している蔵書もエクスリブリスに該当する。殊にフランスにおいては、そういった認識が一般化した時代があった。
紙片には挿し絵に「ex libris」という言葉と蔵書の持ち主（票主）の名前を添えることが多いものの、ex libris の文言を示さなくても蔵書票として成立する。18世紀以前はEx Bibliotheca（だれそれの書庫あるいは蔵書など）や、蔵書票を示す文言を入れない紙片も頻用された。初期には、紋章や肖像画に個人および家系のモットーを書き入れた図案が好まれた。持ち主の階級や爵位、職業や故郷を示す絵柄、本や書斎に関する絵柄など、多様な図案が用いられ、版種も、銅版画、木版画、リノカット、石版画、孔版を用いており、また最近ではデジタル印刷など様々である。著名な芸術家や巨匠の手になる例は美術品として収集の対象にもなっている。

## 歴史

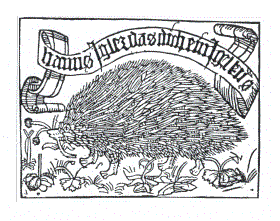
「ハリネズミ書票」と呼ばれる最古級の蔵書票。"Hanns Igler das dich ein Igel Kiis「（この本を盗む者は）ハリネズミにキスされるだろう」"と書かれている。

蔵書票が誕生したのは15世紀のドイツとされており、その背景に製紙技術の発達と、グーテンベルクの発明した活版印刷によって大量生産が可能になった書籍の普及がある。現存する最古の蔵書票は1450年–1470年頃のヨハンネス・クナベンスベルクによる木版刷りで、図柄がハリネズミであることから「ハリネズミ書票」と呼ばれる。これと並んで古い例は1480年頃の蔵書票でブクスハイム（オーバーバイエルン県）の修道院に残され、こちらは木版に手彩色を施し、図柄は盾を支える天使である。
初期の15世紀に主流であった木版の蔵書票は16世紀になると、アルブレヒト・デューラー、ルーカス・クラナッハ、ハンス・ホルバインなどの巨匠も手がけ、エングレービング（凸版）やエッチング（化学処理）などの技法を取り入れて精巧に作った例も現れて、やがて蔵書票はヨーロッパ中に広まっていった。ルネサンス期の特徴は、持ち主を表す紋章や肖像画に個人のモットーを入れた図案が好まれた点であり、16世紀末から17世紀初頭以降に入ると（バロック期）モチーフは書斎や本や寓意をこめた図柄も増えていく。アーツ・アンド・クラフツ運動やアール・ヌーボーの影響で19世紀末に多様な図案が現れ隆盛し、専門の団体「ドイツ・エクスリブリス協会」は1891年に設立された。
日本では本の持ち主を示す蔵書印が用いられてきたが、プラハ出身の画家エミル・オルリックが1900年（明治33年）に文芸誌『明星』に紹介して知られるようになり、画家や版画家が版画仕立ての蔵書票の製作が始まった。著名な芸術家では竹久夢二や棟方志功 、武井武雄などが蔵書票を手がけている。1943年には日本愛書会が設立され、現在は日本書票協会として蔵書票の収集や交換会の中心となっている。

## 役割

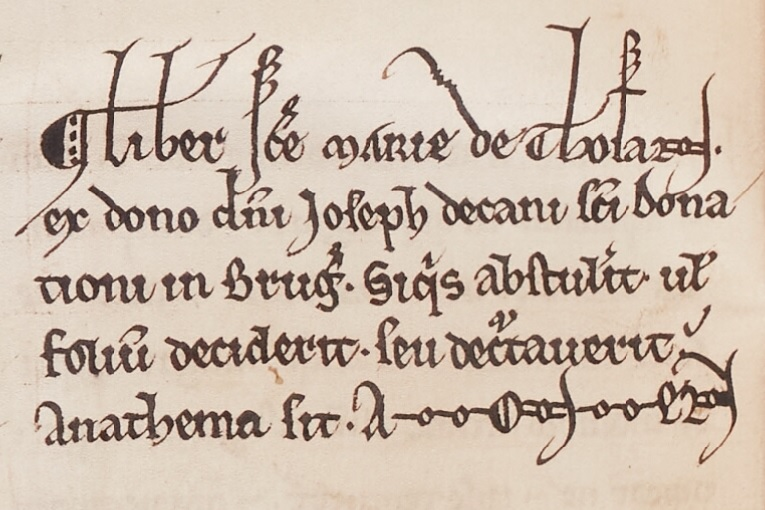
12～13世紀頃の呪文「この本を破った者は呪われる」（テルドエスト修道院の写本より）

歴史的には、本が盗まれることを防ぐ役割があったとされる。殊に本1冊の制作コストが莫大であった古代および中世ヨーロッパには、何とかして盗難のリスクを避ける必要があった。蔵書票が誕生する以前よりブックカースといって、盗もうとする人間を呪う言葉を本の余白に書きつける習慣があり、信心深かった中世社会に効果を表したと考えられ、上記のハリネズミ書票に刻まれた文言もおおむね、この呪文の名残とされる。
また書籍を所有できる者であると誇示しようとした可能性もある。「書斎・図書館の室内」（Library Interior）に分類される例は本が貴重であった18世紀以前に見られ、書棚に本をずらりと並べた書斎や書庫を描いた蔵書票が数多く制作された。ほかに紙片の蔵書票ではない例として、本の表紙に自らの紋章を箔押しし、所有を誇示する例も多く残り、これらもエクス・リブリスの一種とされ、スーパー・エクスリブリスないしスーパー・リブロスと名付けられた。

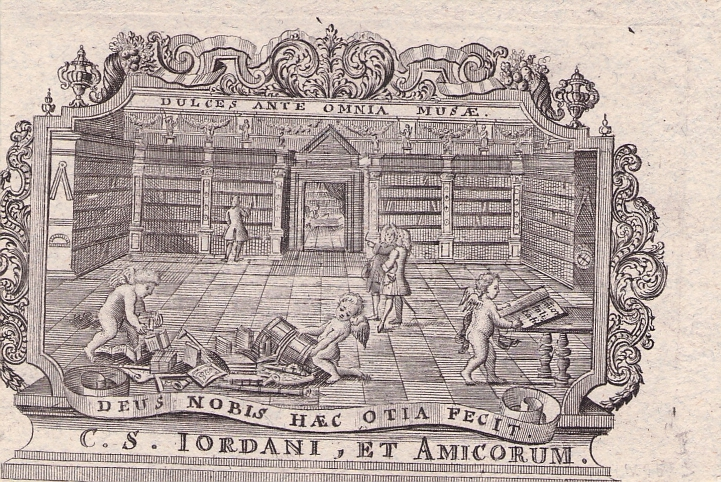
「書斎・図書館の室内」様式の蔵書票。天使が書庫を整頓している（1724年制作）

20世紀以降は貼り付けて使用するよりも、一般にはコレクションの対象と認識される。そこから発展し、蔵書票を交換する会が世界規模で開催されるようになり、愛好家同士の交流の場となっている。

## ギャラリー

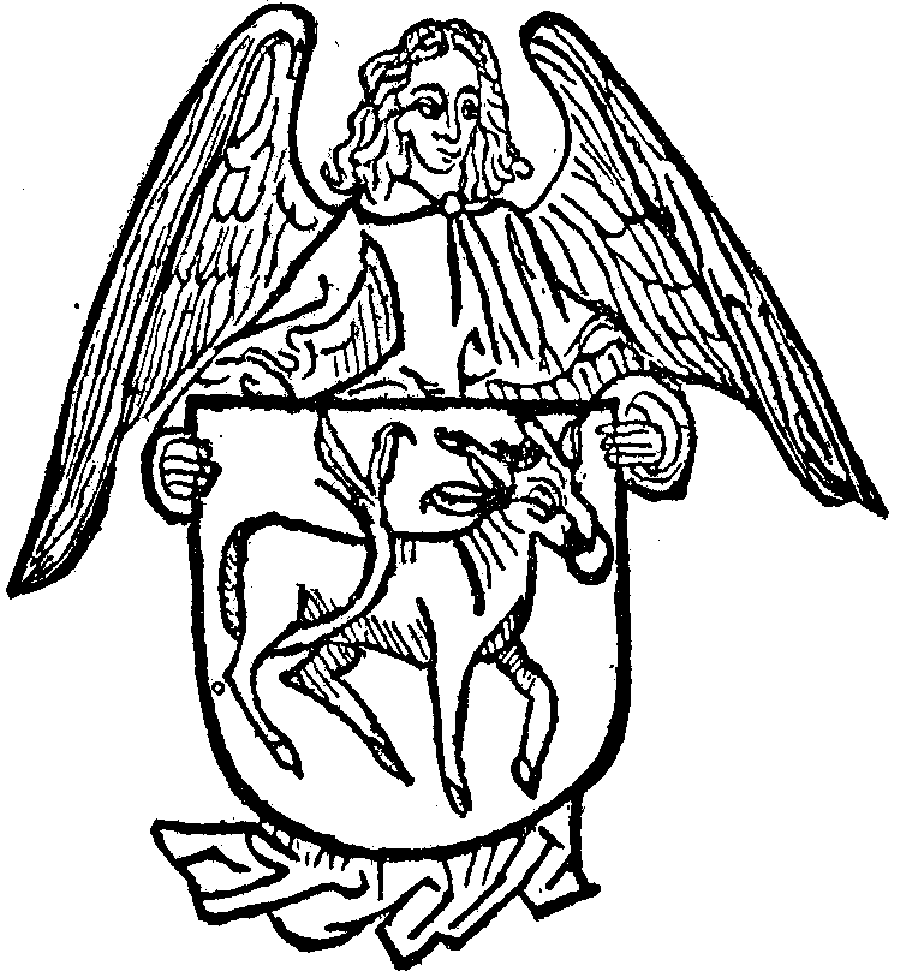
世界最古の一例（15世紀、ブクスハイム修道院収蔵）
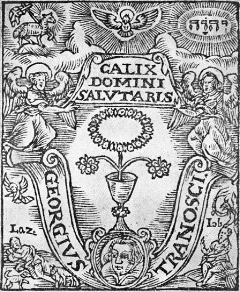
17世紀の例
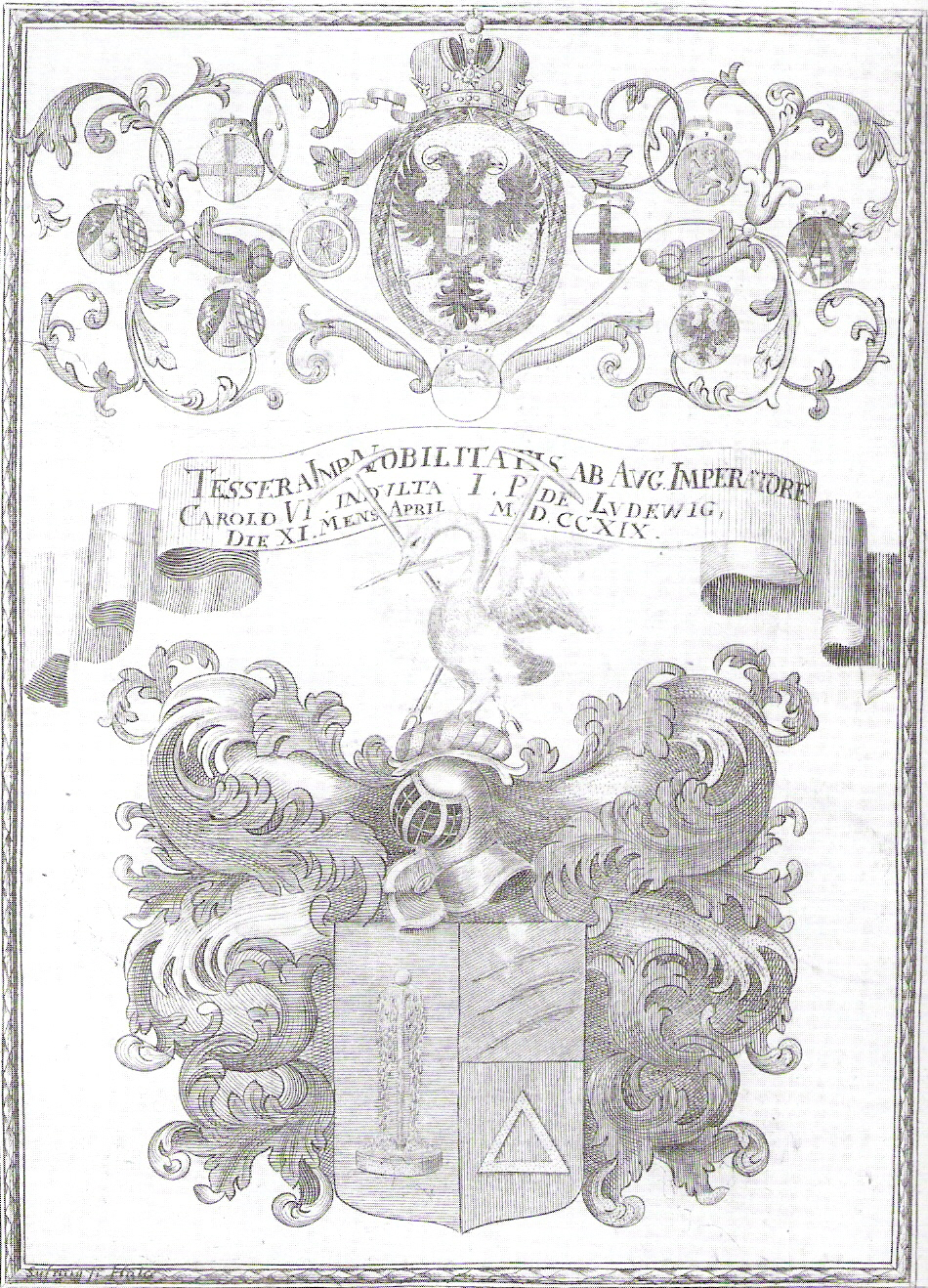
紋章を使用した例（18世紀）
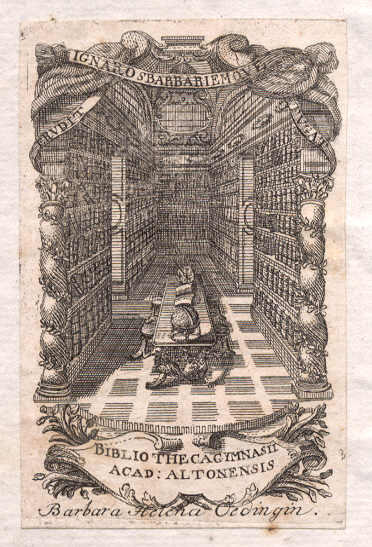
書斎をデザインした例（18世紀）
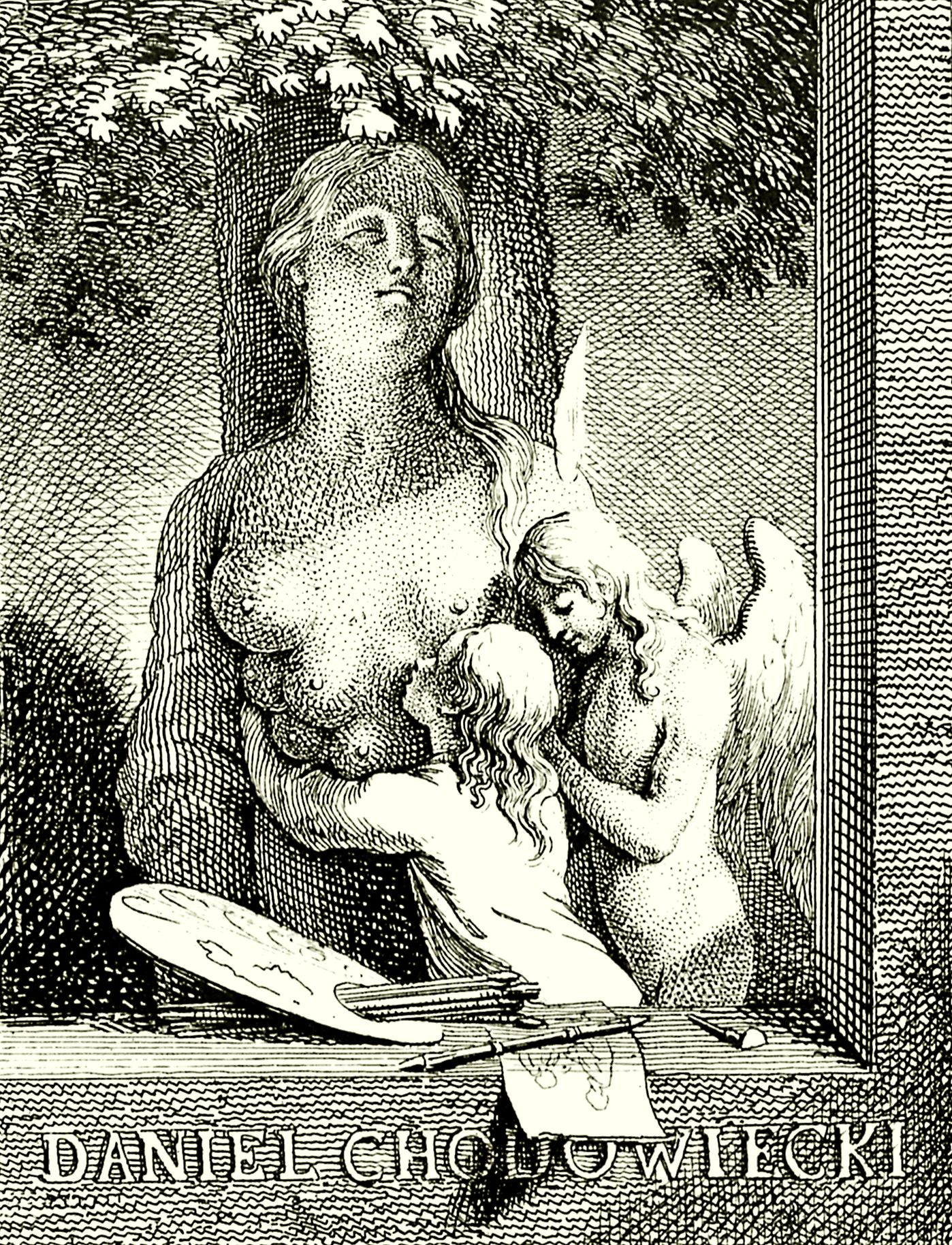
ロココ様式の例、ダニエル・ホドヴィエツキ作品（18世紀）
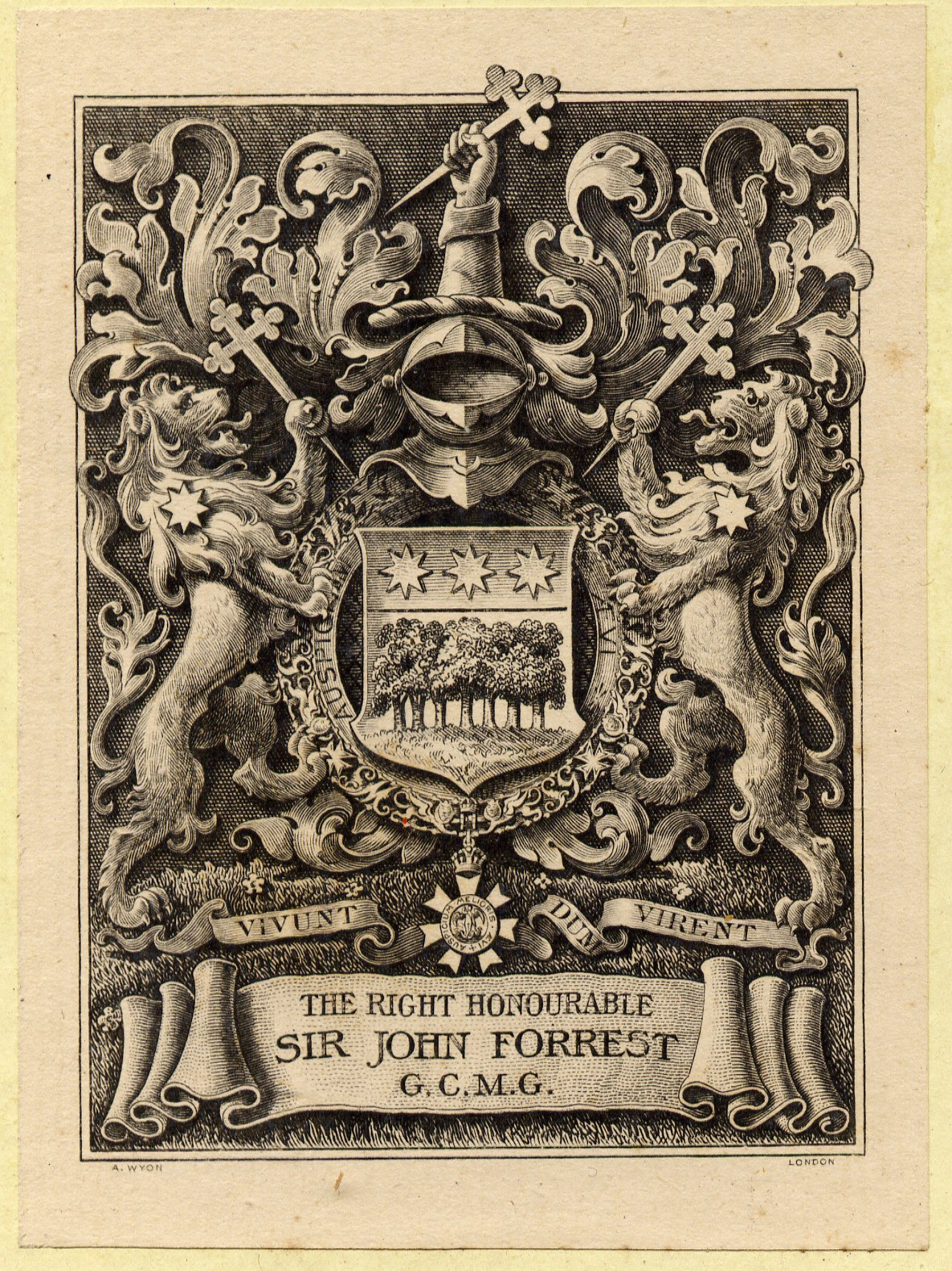
サー・ジョン・フォレスト（英語版）の蔵書票（19世紀初期）
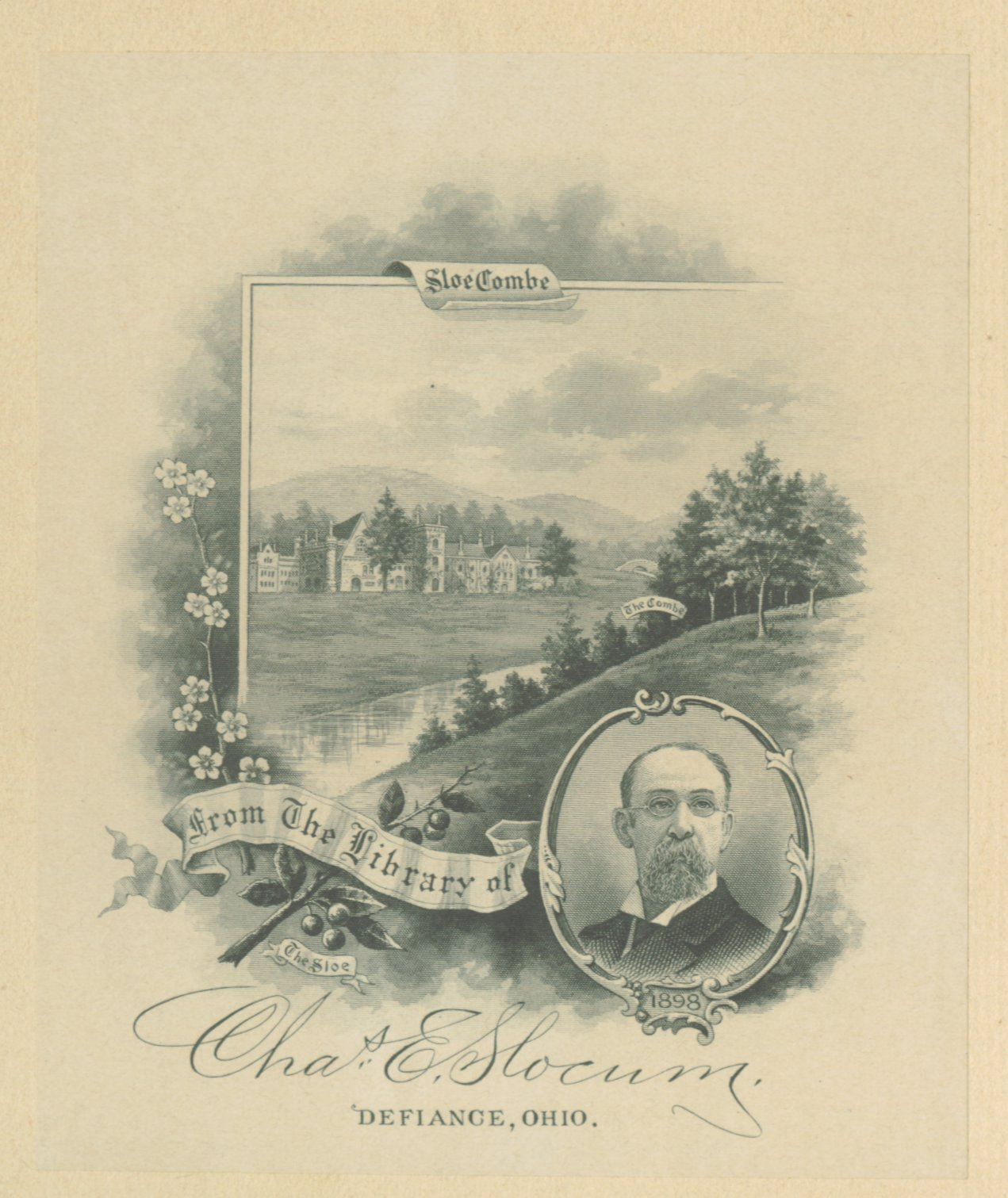
風景と肖像画を組み合わせた例（19世紀）
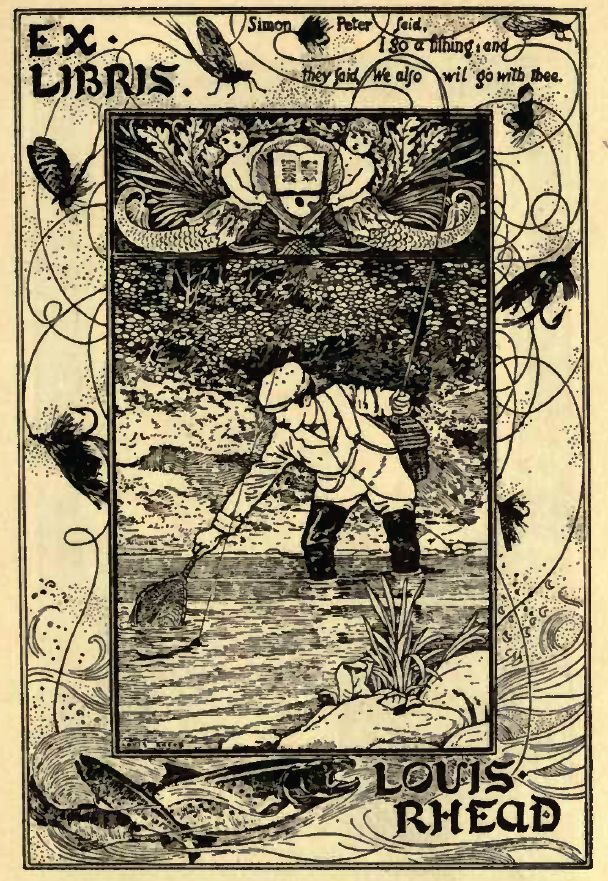
持ち主の趣味（釣り）を表した例（20世紀）
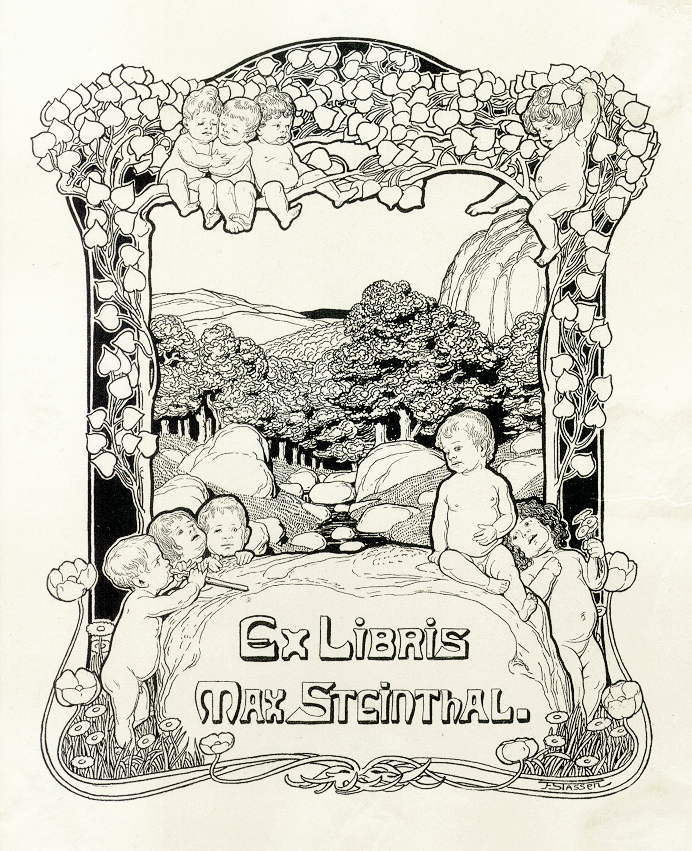
アール・ヌーボー様式で描いた例（20世紀）
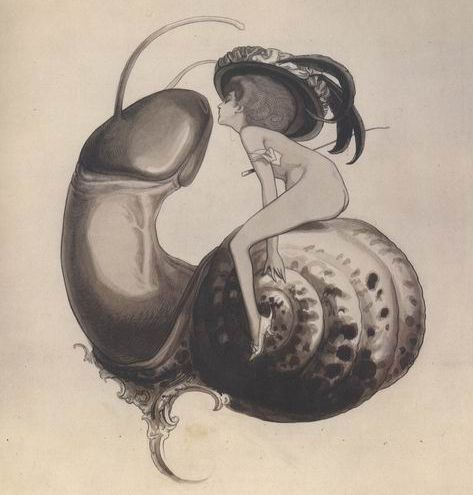
エロティックな意匠、フランツ・フォン・バイロス作（20世紀）
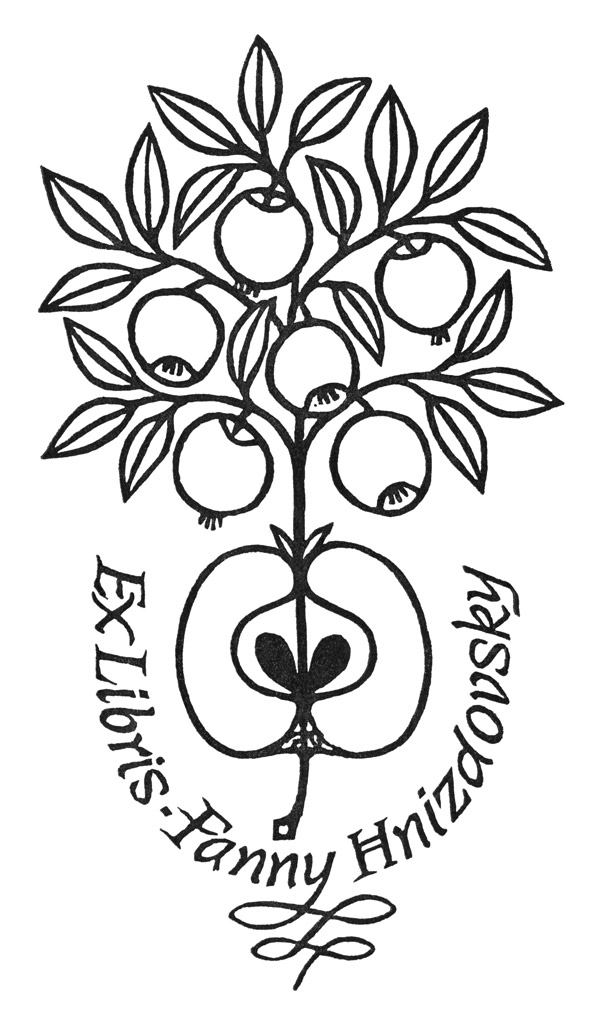
シンプルな図案の例（現代）

## 作品集

### 海外
発行年順。
- フランツ・フォン・バイロス Ex-Libris: Ⅲ Folge（Artur Wolf Verlag、1914年）（ドイツ語版）蔵書票版画12枚。
- ミヒル・フィンゲステン『フィンゲステン・エロスの夢 : アール・デコの蔵書票』内田市五郎 編（岩崎美術社〈双書美術の泉76〉、1989年）ISBN 4753411761、NCID BN03443885。

### 日本
発行年順。
- 『中田一男創作蔵票集』 第2輯（版画工房、1931）
- 丸木砂土 著「わが蔵書票」『女の絵はがき : 粋人酔筆丸木砂土集』129–p131頁（住吉書店、1956年）doi:10.11501/2934181。
- 芹沢銈介『書票・燐票』（中央公論社〈芹沢銈介全集 第23巻〉、1981.11）
- 渡辺隆次『渡辺隆次蔵書票集』（未来工房、1982.1）
- 岩佐なを 著『あかがねの独言 : 銅版画書票詩集』（画吾八書房、1985.10）
- 栃木県立美術館 編『蔵書票と插絵本展』（栃木県立美術館、c1986）展覧会図録。
- 岩佐なを 著『岩佐なを 銅版画蔵書票集』（美術出版社、2006.12）
- 関西学院大学博物館開設準備室 編『本に貼られた版画 : 蔵書票の美』関西学院大学博物館開設準備室〈原野コレクション 1〉、2008年。 NCID BA87973835。